# Keresztény Néppárt (Norvégia)

Keresztény Néppárt (Bokmål: Kristelig Folkeparti, Nynorsk: Kristeleg Folkeparti, rövidítése: KrF) egy norvégiai kereszténydemokrata szellemiségű politikai párt.
A pártot 1933-ban alapították és a párt magát családbarátként jellemzi. Annak ellenére, hogy a pártnak fontosak a keresztény kulturális és erkölcsi értékek, politikai elhelyezkedése eléggé széles területen mozog: ma már középen helyezkedik el és gazdasági kérdésekben inkább baloldali álláspontot képvisel. A párt az Európai Néppárt egyik megfigyelő tagja.
A párt 1983 és 1995 közötti elnöke Kjell Magne Bondevik, a jelenkori norvégi belpolitika egyik meghatározó személyisége volt: 1997 és 2000 illetve 2001 és 2005 között volt az ország miniszterelnöke. Bondevik és Valgerd Svarstad Haugland vezetése alatt a párt radikalizálódott és balra tolódott. A 2009-es választáson elszenvedett vereség után a párt konzervatív és liberális szárnya közt komoly viták alakultak ki. Knut Arild Hareide 2011 óta a párt elnöke, aki a pártot megújítva liberális irányba viszi.

## Ideológiája
A pártnak társadalmi kérdésekben konzervatív nézetei vannak: ellenzik az eutanáziát és az abortuszt. Abortuszt csak nemi erőszak esetén és akkor tartják elfogadhatónak, ha az anya élete veszélybe kerül. A párt a fogamzásgátlást támogatja annak érdekében, hogy minél kevesebb abortusz legyen. Be akarják tiltani az emberi magzaton végzett kutatásokat és szkeptikusak a norvég biotechnológiai törvény liberalizálásával.
Bondevik második kormánya a világ legszigorúbb biotechnológiai törvényét szavazták meg a Szocialista Baloldali Párttal és a Centrum Párttal együtt.
LMBT jogi kérdésekben a párt támogatja az azonos nemű párok együttélésének formáit, a házasságot kivéve, emellett elutasítják az azonos nemű párok gyermekvállalását.

## Választói
A párt legnagyobb támogatottsága Sørlandet régióban található, amit a norvég Biblia-övezetnek is neveznek. A 2005-ös választáson Vest-Agder megyében 18,9%-ot ért el a párt, ami több mint a háromszorosa volt a 6,8%-os országos átlagnak.
Mivel a párt a keresztény értékek mellett tesz hitet, ezért főleg a keresztény vallású konzervatív lakosság körében népszerűek. A konzervatív szavatokért gyakran versenyzik a Haladás Párttal.
A párt a muszlim lakosság körében is viszonylagos támogatottságot élvez annak ellenére, hogy Izraelt nyíltan támogatja.